# Dosen
Dosen (路線, rota) é a linha ideal que uma técnica de caratê, seja de ataque, defesa ou de deslocamento, deve percorrer, ou, de outro modo, é a trajetória que o membro ou o carateca deve descrever. Trata-se do percurso em que há a melhor relação entre energia usada e eficiência. Ainda que numa luta real essa linha seja muitas vezes desconsiderada, diante do improviso, um carateca deve perseguir a execução dos movimentos dentro do concebido tecnicamente.
A anatomia humana possui suas peculiaridades e limitações, o que impede normalmente o emprego de certas posturas e movimentos. O caratê leva em conta esses limites e define que os golpes devem ser feitos dentro de uma trajetória naturalmente possível e em que haja o menor consumo de energia do praticante. Deste modo, algumas técnicas com o mesmo objetivo têm caractrísticas de maior velocidade ou potência.
Basicamente todas as técnicas têm como fonte o centro de gravidade, ainda que possuam desenho circular.